# Tito Boeri
Tito Michele Boeri (Milano, 3 agosto 1958) è un economista italiano, presidente dell'Istituto Nazionale della Previdenza Sociale dal 24 dicembre 2014 al 16 febbraio 2019.

## Biografia
Figlio del neurologo Renato Boeri e dell'architetta Cini Boeri, fratello minore di Sandro Boeri e di Stefano Boeri, rispettivamente giornalista e architetto, si è laureato in economia nel 1983 presso l'Università Bocconi, dove in seguito è stato docente ordinario e prorettore per la ricerca. Nel 1990 ha ottenuto il dottorato di ricerca in economia alla New York University. Nell'università milanese è stato il primo professore a introdurre un corso interamente in lingua inglese.
Professore ordinario di economia del lavoro, svolge le proprie attività di ricerca presso l'IGIER dell'Università Bocconi. È stato direttore della Fondazione Rodolfo Debenedetti, istituzione volta a promuovere la ricerca nel campo della riforma dei sistemi di welfare e dei mercati del lavoro in Europa, fino al momento della sua nomina a presidente dell'INPS.
È stato consulente del Fondo Monetario Internazionale, della Banca Mondiale, della Commissione europea e del governo italiano, nonché senior economist all'OCSE dal 1987 al 1996. È inoltre research fellow del CEPR, del William Davidson Institute dell'Università del Michigan, del Netspar dell'Università di Tilburg e dell'IZA - Institut zur Zukunft der Arbeit (Istituto per il Futuro del Lavoro) a Bonn. È membro del Consiglio della European Economic Association.
Ha collaborato con Il Sole 24 Ore, La Stampa e poi la Repubblica. Con il contributo di altri economisti, tra i quali Pietro Garibaldi, ha fondato i siti lavoce.info (rivista online su cui si confrontano le opinioni sull'economia italiana e internazionale) e Voxeu.org, ed è direttore scientifico del Festival dell'economia di Trento.
Il Consiglio dei ministri del 24 dicembre 2014 lo ha nominato presidente dell'INPS, ha continuato la sua carica di presidente fino al 16 febbraio 2019, quando il governo Conte I lo sostituisce con Pasquale Tridico.
Il 6 giugno 2019 riprende a collaborare con il quotidiano la Repubblica.

## Proposte di riforma del mercato del lavoro

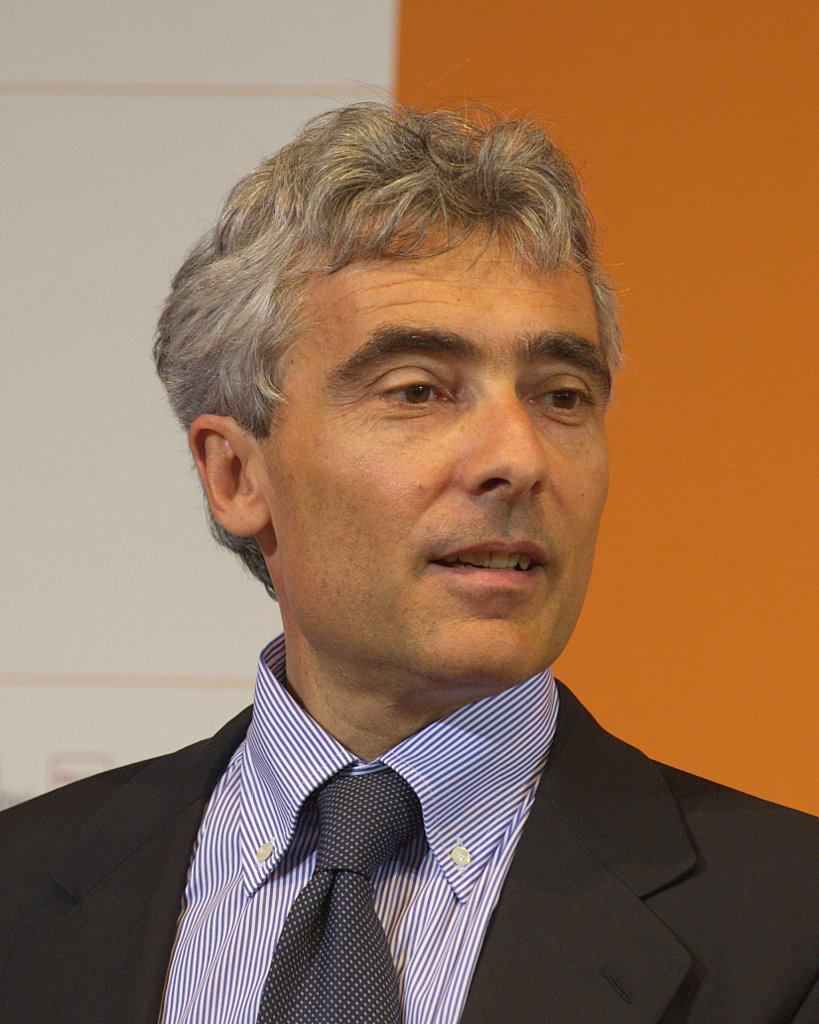
Tito Boeri al Festival dell'economia nel 2009

Boeri ha sostenuto la necessità di riforma del sistema del mercato del lavoro italiano attraverso l'adozione di diverse misure.
Ha proposto l'introduzione del salario minimo orario e di un contratto unico a tempo indeterminato a tutele progressive per ridurre il precariato e risolvere il dualismo tipico del mercato del lavoro italiano.
Ha perorato, inoltre, l'opportunità di un diritto automatico e uniforme alle prestazioni sociali, in maniera analoga ai sistemi di tutele previsti degli ordinamenti degli altri Paesi europei occidentali.
(Tito Boeri e Pietro Garibaldi, Un nuovo contratto per tutti, p. 49)
(Tito Boeri e Pietro Garibaldi, Un nuovo contratto per tutti, p. 107)
Le sue tesi sono presentate in vari saggi, oltre che in numerose consulenze televisive.

## Opere
- (con Agar Brugiavini) Il muro delle pensioni. Idee dall'Europa per riformare il welfare, Il Sole 24 Ore Pirola, 2000. ISBN 978-88-8363-098-9.
- Uno Stato asociale. Perché è fallito il Welfare in Italia, Laterza, 2000.
- The Role of Unions in the Twenty-first Century, Oxford University Press, 2001.
- (con Roberto Perotti) Meno pensioni, più welfare, Il Mulino, 2002.
- Immigration Policy and the Welfare System, Oxford University Press, 2002.
- (con Fabrizio Coricelli), Europa: più grande o più unita?, Laterza, 2003. ISBN 978-88-420-6986-7.
- Shadow Sorting, NBER Macroeconomics Annual, MIT Press, 2005.
- Are Labour Markets in the New Member States Sufficiently Flexible for EMU?, The Journal of Banking and Finance, 2005.
- Why are Europeans so tough on Migrants?, Economic Policy, 2005.
- Women at Work, an Economic Perspective, Oxford University Press, 2005.
- Structural Reforms without Prejudices, Oxford University Press, 2006.
- Working Hours and Job Sharing in the EU and USA, Oxford University Press, 2007.
- (con Pietro Garibaldi) Un nuovo contratto per tutti, Chiarelettere, 2008. ISBN 978-88-6190-049-3.
- The Economics of Imperfect Labor Markets, con Jan Van Ours, Princeton University Press, 2008. Trad. italiana: Economia del mercati del lavoro imperfetti, EGEA, 2009. ISBN 978-88-238-2114-9.
- (con Vincenzo Galasso) Contro i giovani. Come l'Italia sta tradendo le nuove generazioni, Arnoldo Mondadori Editore, 2009. ISBN 978-88-6190-230-5.
- La crisi non è uguale per tutti, Rizzoli, 2009. ISBN 978-88-17-03742-6.
- (con Pietro Garibaldi) Le riforme a costo zero. Dieci proposte per tornare a crescere, Chiarelettere, 2011. ISBN 978-88-6190-230-5.
- Parlerò solo di calcio, il Mulino, 2012. ISBN 978-88-15-23948-8.
- (con Sergio Rizzo) Riprendiamoci lo stato. Come l'Italia può ripartire, Feltrinelli, 2020, ISBN 978-88-07-17384-4.
- (con Roberto Perotti) PNRR, la grande abbuffata, Feltrinelli, 2023, ISBN 978-88-07-49384-3.